# Gianni Fontana
Pour les articles homonymes, voir Fontana.
Giovanni Angelo Fontana, dit Gianni (né le 1er avril 1944 à Vérone) est une personnalité politique italienne, ancien ministre (gouvernement Amato I) et actuel secrétaire national de la Démocratie chrétienne, depuis mars 2012, dont il a contribué à la recréation à la suite d'une décision judiciaire de 2010.